# Polixena de Hesse-Rotenburg
Prințesa Polyxena de Hesse-Rheinfels-Rotenburg (Polyxena Christina Johanna; 21 septembrie 1706 – 13 ianuarie 1735) a fost a doua soție a lui Carol Emanuel, Prinț de Piemont cu care s-a căsătorit în 1724. Mamă a viitorului Victor Amadeus al III-lea de Savoia, ea a fost regină consort  a Sardinei din 1730 până la moartea ei în 1735.

## Regină a Sardiniei
Regele Victor Amadeus al II-lea al Sardiniei care era apropiat de familia ei a propus o uniune între Polixena și Carol Emanule, Prinț de Piemont, fiul și moștenitorul său. Prima lui soție murise în martie 1723, la mai puțin de un an de la căsătorie și la numai o săptămână după ce a dat naștere unui fiu, Victor Amadeus, Duce de Aosta.
Polixena a fost nepoata primei soții a lui Carol Emanule, și a aparținut ramurii romano-catolice a Casei de Hesse. Logodna a fost anunțată la 2 iulie 1724,, și Polixenia s-a căsătorit prin procură cu Carol Emanuel la 23 iulie la Rotenburg. Nunta a fost celebrată la Thonon în Chablais la 20 august 1724.
Fiul ei vitreg, Victor Amadeus, moștenitor al tatălui și bunicului său la coroana din Sardinia, a murit la vârsta de doi ani, la un an după nunta Polixeniei și înainte ca ea să aibă propriul ei copil. S-a spus că a avut o relație apropiată cu soacra ei, Anne Marie d'Orléans.